# Kommandant der Seeverteidigung Nordgriechenland
Der Kommandant der Seeverteidigung Nordgriechenland, kurz Seekommandant Nordgriechenland, war ein regionaler Küstenbefehlshaber der deutschen Kriegsmarine im Zweiten Weltkrieg.

## Geschichte
Im April 1944 wurde die Dienststelle des Kommandant der Seeverteidigung Saloniki mit dem Kommandant der Seeverteidigung Lemnos zusammengelegt und bildete in Saloniki den neu eingerichteten Kommandant der Seeverteidigung Nordgriechenland. Die Unterstellung erfolgte unter den Admiral Ägäis.
Die Einheiten der Dienststelle kamen gegen Partisanen zum Einsatz.
Als im Oktober 1944 die deutschen Truppen sich aus Griechenland zurückziehen mussten, wurde die Dienststelle aufgelöst.
Einziger Seekommandant war der ehemalige Kommandant der Seeverteidigung Saloniki Kapitän zur See Wolfgang Jerchel.

## Unterstellte Dienststellen und Verbände
Dem Seekommandanten waren folgende Verbände und Dienststellen unterstellt:
- Hafenkommandant Saloniki mit Hafenkompanie, vom aufgelösten Kommandant der Seeverteidigung Saloniki
- Hafenkommandant Volos mit Hafenkompanie, vom aufgelösten Kommandant der Seeverteidigung Saloniki
- Hafenkommandant Moudros mit Hafenkompanie, vom aufgelösten Kommandant der Seeverteidigung Lemnos
- Hafenkommandant Mytilene mit Hafenkompanie, vom aufgelösten Kommandant der Seeverteidigung Lemnos
- Hafenkommandant Chios mit Hafenkompanie, vom aufgelösten Kommandant der Seeverteidigung Lemnos